# داماسينون
مركبات الداماسينون هي مجموعة من المركبات الكيميائية المتقاربة في بنيتها الكيميائية ومتضمنة في تركيب العديد من الزيوت العطرية. تنتمي الداماسينونات إلى طائفة من المركبات الكيميائية التي تدعى باسم الكيتونات الوردية، ومن ضمنها الدماسكونات والأيونونات.
يعد مركب بيتا-داماسينون مكوناً أساسياً لرائحة الورود، على الرغم من وجوده بتركيز منخفض جداً، لذا يستخدم بكثرة في صناعة العطور.
يمكن أن تصطنع مركبات الداماسينون بشكل مناظر للاصطناع الحيوي من أشباه الكاروتين (الكاروتينويدات).
في سنة 2008 وجد أن (E)-بيتا-داماسينون هو مكون معطر أساسي في ويسكي بوربون.